# カンポ・サン・マルティーノ
カンポ・サン・マルティーノ（伊: Campo San Martino）は、イタリア共和国ヴェネト州パドヴァ県にある、人口約5,600人の基礎自治体（コムーネ）。

## 地理

### 位置・広がり

#### 隣接コムーネ
隣接するコムーネは以下の通り。
- クルタローロ
- ピアッツォーラ・スル・ブレンタ
- サン・ジョルジョ・デッレ・ペルティケ
- サン・ジョルジョ・イン・ボスコ
- サンタ・ジュスティーナ・イン・コッレ
- ヴィッラ・デル・コンテ

### 気候分類・地震分類
カンポ・サン・マルティーノにおけるイタリアの気候分類 (it) および度日は、zona E, 2344 GGである。
また、イタリアの地震リスク階級 (it) では、zona 3 (sismicità bassa) に分類される。